# 约翰·卜内
第一代从男爵约翰·汤姆林森·卜内爵士，DL（英語：Sir John Tomlinson Brunner, 1st Baronet，1842年2月8日—1919年7月1日），英国化工实业家和自由党政治人物，1873年与路德维希·門合伙创办以兩人姓氏命名的化学公司卜内门。
卜內在柴郡威德尼斯的约翰·哈钦森純鹼厂任職時認識路德维希·門，兩人创办的卜内门公司最初采用氨碱法生产純碱。卜內門後來發展成英國最大家化工企業之一，甚至在第二次世界大戰前長期壟斷中國的純鹼市場。1926年，卜內門與幾家英國化工企業合組成為帝國化學工業（惟在當時的中國仍採用卜內門作為中文商號）。
另外，卜內曾代表柴郡的诺斯维奇国会选区于1885至1886年和1887至1910年代表自由黨當選英国国会议员。卜内是一位家长式雇主，政治立場上曾支持爱尔兰地方自治、工会運動、自由贸易以及社会福利改革，并在第一次世界大战发生之前主张对德国采取更为同情的立场。卜内是一位著名的共济会成员，也慷慨捐助其选区城镇以及利物浦大学。他还是肯特公爵夫人凯瑟琳的曾祖父。

## 早年生活及职业生涯
约翰·汤姆林森·卜内出生于利物浦埃弗顿，是家中的老四和次子。父亲约翰·卜内是瑞士一位论派學者及教师，母亲玛格丽特·凯瑟琳·科菲来自曼島，是托马斯·科菲及其妻子玛格丽特·莱切的女儿。卜內的父親于埃弗顿尼日斐园路开设了一所名为圣乔治之家的学校，这所学校按照约翰·亨里希·裴斯泰洛齐所倡导的方式教育儿童。卜内的母亲在他年仅五岁时（1847年）去世；其父与南希·因曼于1851年再婚。因曼有着敏捷的商业头脑，卜内也认为她教曉了自己实际事务方面的技能。卜内在父亲的学校里接受了教育，自己十五岁时决定追求商贸事业。他在利物浦的一家貨物運輸公司工作了四年，但觉得这份工作既不令人振奋也不赚钱，所以他决定改变职业。1861年，卜内在威德尼斯的约翰·哈钦森純鹼厂担任文员，当时他的哥哥亨利已经在那里担任了技术经理。此后卜内又升任工厂总经理。卜内在哈钦森純碱厂工作后不久遇见了德国出生的化学家兼实业家路德维希·門。

## 卜内門公司
1873年，卜内和門氏一起合伙组建了卜内门公司。这家公司的初始资金不到20,000英镑（2025约为190萬英镑），其中大部分资金都是借来的。1872年4月，門氏前往比利时与欧内斯特·索尔维见面，洽谈索尔维开发的純碱生产技術条款。使用氨碱法生产的碳酸钠比使用传统的勒布朗制碱法成本更低，而且原材料也更容易获取，产生的废料更少。門氏与索尔维达成君子協定，合伙分摊全球市场，門氏的公司获得美国与英倫三島的专有权。
卜内和門氏决定在柴郡諾斯維奇附近的温宁顿建厂，这片土地临近韦弗河，旨在便于运输原材料与成品。作为交易的一部分，地主阿尔德利的斯坦利勳爵执意出售土地上的莊園大宅温宁顿堂及其周邊範圍。1873年完成交易後，門氏和卜内有一段时间分别住在大宅的两翼。最初几年工厂非常艰难。既要高效运转，又要销售纯碱。直到1878年工厂才在销量上超过竞争对手，并生产更为廉价的产品。1881年，工厂性质由合伙企业转为有限公司，名下所列的固定资产为60万英镑（2025约为640萬英鎊），其创始人终身担任首席执行官。1891年，卜内担任工厂董事长，直到其1918年4月去世前十四个月一直担任该职位。不过那时他的职务更多由他的儿子罗斯科负责履行。
在经过缓慢的起步后，卜内門公司成为了19世纪末英国最值钱的化学公司，甚至在第二次世界大戰前長期壟斷中國的純鹼市場。1926年，该公司与其他三家英国化学公司合并成立了帝国化学工业（惟在當時中國仍採用卜內門作為中文商號），市值超过1,800万英镑（2025为11.1億英鎊）。《泰晤士报》给卜内起了一个名叫“化学克罗伊斯”的绰号，并评价他是一位家长主义式雇主，而且还不遗余力地改善员工的状况。卜内和門氏出台的措施包括缩短工作时间、疾病和受伤保险，以及带薪休假。

## 从政

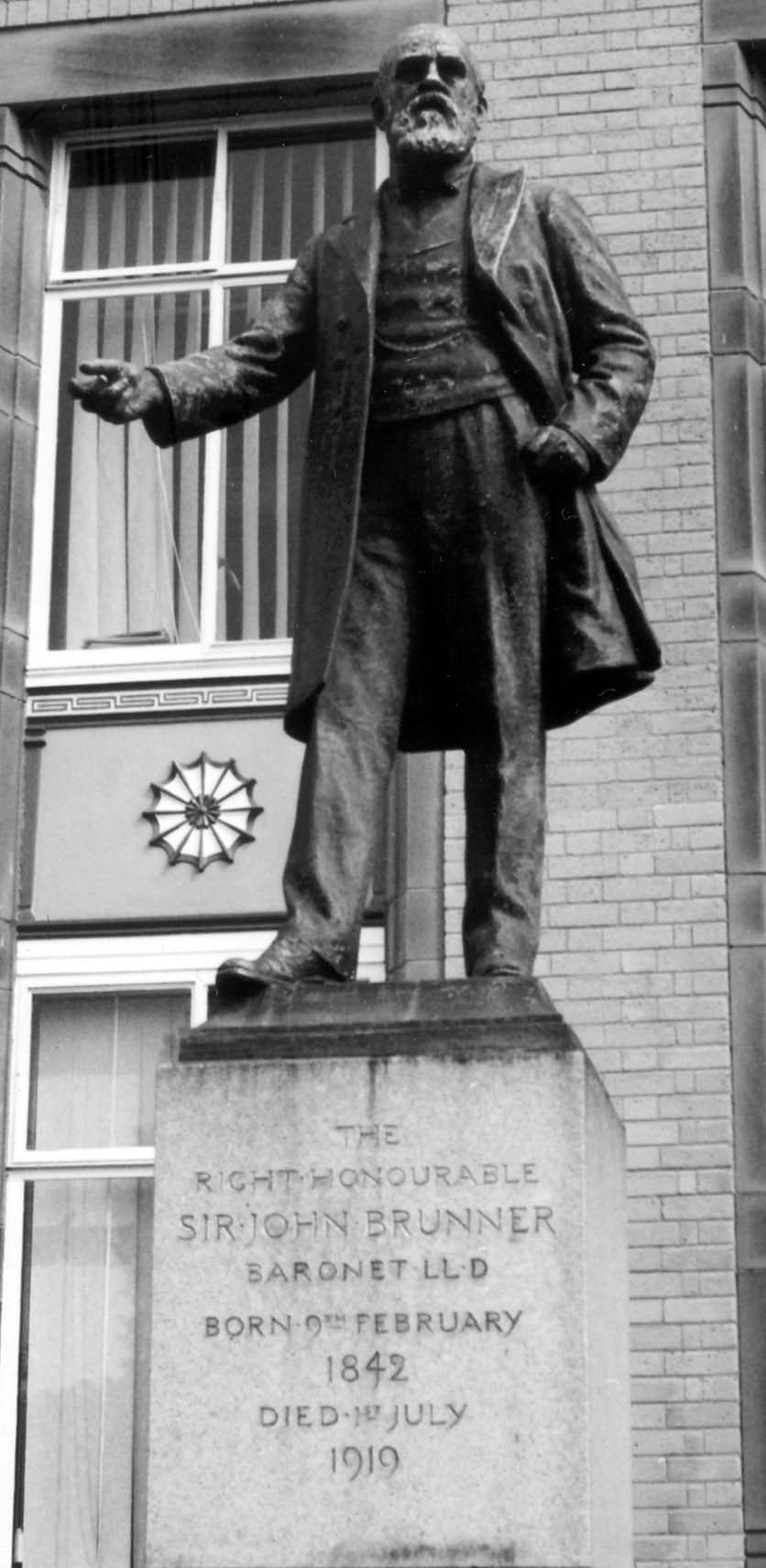
位于柴郡温宁顿的约翰·卜内雕像

卜内在威德尼斯的哈钦森純碱厂工作期间开始拓展自己的政治兴趣。1872年，卜内加入了全国教育联盟威德尼斯分会，并成为该分会秘书。这使他有机会接触到来自利物浦和其他地区的自由党人。卜内搬到诺斯维奇之后更加积极地参与地方尤其是与選區英國学校学会有关的教育事务。后来卜内又担任该學會的理事会成员，还在当地的卫生当局任职。《1885年議席再分配法令》出台後，卜内自荐成为新设立的诺斯维奇议会选区自由党候选人。在其竞选演讲中，卜内表示他支持英格蘭教會政教分离、支持财产法改革、支持爱尔兰自治，并且支持对那些在诺斯维奇地区盐矿中抽取卤水而损坏财产的人进行赔偿。卜内在竞选期间因为名字听起来像是外国人而遭到呵斥，他回应道：“我的父亲是瑞士人，我的母亲来自曼岛，我出生于利物浦，我的保姆是威尔士人：请问对你而言这够柴郡了吗？”在1885年12月1日英国大选中，卜内以1,028张选票优势击败了其保守党对手威廉·亨利·威尔丁。
自由党在选举中赢得了比其他政党更多的席位，但其数量不足以组建多数党政府，取得爱尔兰议会党的支持成為控制議會的關鍵。然而事实证明组建一个稳定的政府是不可能的，因此在1886年6月开展了另一次大选。与此同时，自由党已经分裂并另立自由統一黨。卜内在1886年大选时的对手是自由统一党候选人罗伯特·威尔丁，即威廉·亨利·威尔丁的胞弟。选举于1886年7月13日举行，卜内以458票之差败选。卜内1886年11月随同妻子和儿子一起开始环球旅行，翌年7月2日返回诺维奇时受到热烈庆祝。因为卜内在镇上极受欢迎，所以被视作一位仁慈且富有同情心的雇主以及大方的捐助者。然而卜内返回后仅三周，罗伯特·威尔丁便去世了，因而在同年8月13日进行了一场补选。卜内在这场补选中的对手是以自由統一党人身份参选的亨利·格罗夫纳勋爵，終以1,129票的优势取胜。
卜内在1889年阿马铁路灾难发生之后反对对铁路安全进行监督。其在8月2日的辩论中表示安全应当留在“最懂这些问题的人”（即铁路公司）手中。但政府迅速采取行动，让貿易局监督铁路的运营与安全。
卜内在1892年大选中的竞争对手并非来自自由統一党，而是来自布莱克本的保守党人兼棉花生產商乔治·惠特利。卜内以1,255张多数票击败惠特利成功連任。其又在1895年大选中以1,638票的优势击败了另一位保守党人托马斯·沃德。1900年大选在布尔战争期间进行，卜内对这场战争持反对意见。他虽然保住了议席，但多数票减少到了699张。卜内在1906年大选的对手是曾参加布尔战争的保守党人B·N·诺斯上校。在这场大选中，卜内将其多数票优势扩大至1,792票。他在1910年1月大选之前一直担任诺斯维奇选区的国会议员。然而在大选举行时却决定不再参选，部分原因是自己的健康问题，并且还对妻子的健康表示担忧。之后卜内搬到了薩里郡，但在当选萨里郡议会切特西选区议员后又继续参與地方事務。
作为一名自由党党员，卜内支持爱尔兰地方自治、工会運動、自由貿易以及社会福利改革。亦在第一次世界大战发生之前主张英国应以更为同情的态度对待德国，包括海军裁军。然而当战争爆发时，卜内坚决认为应当进行战争并取得胜利。除生产純碱之外，他的工厂还生产其他用作炸药的化学品。他还建造了一座新工厂用于提纯三硝基甲苯。

## 捐助
卜内是一位大方的捐助者，他曾捐建的建筑包括学校、行業会馆和社交俱乐部。其在諾斯維奇无偿建立了一所图书馆，资助重建了约翰·迪恩爵士文法学校，在朗科恩购买了一座废弃的礼拜堂，并将其无偿赠予城镇，供工会与互济会使用，他在附近的韦斯顿镇购买了一座废弃的学校，并将其无偿赠予当地社区作为村镇會堂。他还捐款予利物浦大学設立经济学、物理化学和埃及学教授席（卜内教授席）。
在国外，卜内向位於蘇黎世的瑞士國家博物館赠送礼物，并在瑞士捐建了一所医院。1885年，卜内成为共济会会员，并于1900年在上温斯福德建立约翰·卜内會馆。次年，卜内被授予英格蘭前大副主祭名銜。
1899年，卜内（其当时已被封为從男爵）成为朗科恩和威德尼斯运输桥公司董事长。他为此出資25,000英镑（相当于2025年的£300萬英鎊）用于建造桥梁，另提供了12,000英镑（相当于2025年的£140萬英鎊）的贷款，还为31,000英镑（相当于2025年的£370萬英鎊）的银行贷款提供了个人担保。1905年桥梁建成之后，原本应由英王爱德华七世到场宣布建成通车，但英王未能出席开通仪式，所以开通仪式则由卜内亲自主持。到了1911年，尽管这座桥总是亏损运营，卜内还是将其权益让与给了威德尼斯市政厅。《泰晤士报》评价这一交易相当于一个“实际价值68,000英镑（相当于2025年的£740萬英鎊）的礼物”。

## 个人生活
卜内认为，他的成功很大程度上归功于自己从其一位论信仰中获得的“勇气和独立思考”这一启示，并回忆起童年时与父亲一起参加伦肖街一位论礼拜堂带给自己的影响。1864年6月14日，卜内与莎乐美·戴维斯结婚，戴维斯是一名利物浦商人的女儿，其一家有六个孩子。莎乐美于1874年1月29日去世，次年卜内与简·怀曼结婚，其父在北安普敦郡市鎮凯特林行醫。卜內的第二任妻子除了充當卜內首段婚姻所生子女的家庭教師，也為卜內生下了三个女儿。1890年9月8日，他的大儿子约翰在意大利科莫湖游泳时遇了险。他被自己的胞弟西德尼·赫伯特·卜内救了下来，但后者在救援过程中失去了生命。西德尼的尸体于9月10日被找到，次日被埋葬于湖边的小镇贝拉焦。1891年，卜内一家从温宁顿堂搬到了利物浦郊区韦弗特里。
卜内还担任了英国科学公会副主席、蘭開夏郡副郡尉（1904年起）和利物浦大学副監督等职位。1909年，利物浦大学授予卜内名誉法學博士学位。1895年，卜内被授予蘭開夏郡德鲁伊十字從男爵爵位，1906年成为英國樞密院顧問官，但他拒绝接受貴族爵位。卜内于1919年在其位于薩里郡切特西的家中去世。他的遗产总值超过906,000英镑（相当于2025年的£4400萬英鎊）。此外，他将这些遗产慷慨地分配给自己五个已婚女儿，并将投资转移到自己儿子的名下。
卜内的從男爵爵位由其长子约翰·福勒·利斯·卜内继承。他的后代包括其长子的女儿沃斯利爵士夫人乔伊斯·沃斯利（原姓卜内）、肯特公爵夫人凯瑟琳（1933年—；1961年嫁给英王乔治五世的孙子根德公爵愛德華王子），以及其小儿子哈罗德·罗斯科·卜内的女儿希拉·卜内（1902年—1983年；自1925年与列支敦士登亲王费迪南德貴賤通婚）。